# Monica Geingos
Monica Geingos (nee Kalondo năm 1977) là một Namibia doanh nhân, luật sư và đệ nhất phu nhân của Namibia kể từ năm 2015. Bà đã là thành viên hội đồng quản trị và giám đốc trong nhiều bàng ty lớn của đất nước. Bà cũng đã từng là chủ tịch Hội đồng tư vấn kinh tế của tổng thống.

## Cuộc sống và sự nghiệp cá nhân
Năm 2012, bà được bầu chọn là một trong 12 người có ảnh hưởng nhất ở Namibia. Geingos tốt nghiệp Đại học Namibia, và đã dành phần đầu sự nghiệp làm việc cho Sở giao dịch chứng khoán Namibia (NSX) tại Windhoek. Geingos từng là Chủ tịch Hội đồng quản trị của eBank Namibia và là giám đốc điều hành của bàng ty Kích thích tài chính, và Tổng Giám đốc của Point Break.
Geingos có hai bằng cấp hợp pháp B. Juris và LLB.
Geingos kết hôn với tổng thống đắc cử của Namibia, Hage Geingob, vào ngày 14 tháng 2 năm 2015, ngay trước khi ông tuyên thệ nhậm chức. bà đã phục vụ như là đệ nhất phu nhân kể từ tháng 3 năm 2015.